# Tennistoernooi van Acapulco 2019
|                                     |  |                                     |
| Wang Yafan, winnares bij de vrouwen |  | Nick Kyrgios, winnaar bij de mannen |

Het tennistoernooi van Acapulco van 2019 werd van maandag 25 februari tot en met zaterdag 2 maart 2019 gespeeld op de hardcourt-buitenbanen van het Princess Mundo Imperial hotel in de Mexicaanse stad Acapulco. De officiële naam van het toernooi was Abierto Mexicano Telcel.
Het toernooi bestond uit twee delen:
- WTA-toernooi van Acapulco 2019, het toernooi voor de vrouwen
- ATP-toernooi van Acapulco 2019, het toernooi voor de mannen

## Toernooikalender
| Acapulco          | februari 2019 | februari 2019 | februari 2019 | februari 2019 | maart 2019   | maart 2019 |
| Acapulco          | maa 25        | din 26        | woe 27        | don 28        | vrĳ 1        | zat 2      |
| ----------------- | ------------- | ------------- | ------------- | ------------- | ------------ | ---------- |
| vrouwenenkelspel  | 1e ronde      | 1e ronde      | 2e ronde      | kwartfinale   | halve finale | finale     |
| vrouwendubbelspel | 1e ronde      | 1e ronde      | 1e ronde      | 2e ronde      | halve finale | finale     |
| mannenenkelspel   | 1e ronde      | 1e ronde      | 2e ronde      | kwartfinale   | halve finale | finale     |
| mannendubbelspel  | 1e ronde      | 1e ronde      | 1e ronde      | 2e ronde      | halve finale | finale     |

ATP-toernooi van Acapulco‎ – WTA-toernooi van Acapulco‎

2001 · 2002 · 2003 · 2004 · 2005 · 2006 · 2007 · 2008 · 2009 · 2010 · 2011 · 2012 · 2013 · 2014 · 2015 · 2016 · 2017 · 2018 · 2019 · 2020